# Comuna Šandrovac, Bjelovar-Bilogora
Šandrovac este o comună în cantonul Bjelovar-Bilogora, Croația, având o populație de 1.776 de locuitori (2011).

## Demografie
Componența etnică a comunei Šandrovac
     Croați (87,11%)
     Sârbi (8,56%)
     Albanezi (2,82%)
     Necunoscut (0,28%)
     Neclasificat (1,18%)
Componența confesională a comunei Šandrovac
     Catolici (88,91%)
     Ortodocși (9,18%)
     Necunoscută (0,39%)
     Alte religii (1,52%)
Conform recensământului din 2011, comuna Šandrovac avea 1.776 de locuitori. Din punct de vedere etnic, majoritatea locuitorilor (87,11%) erau croați, existând și minorități de sârbi (8,56%) și albanezi (2,82%). Apartenența etnică nu este cunoscută în cazul a 0,28% din locuitori. Din punct de vedere confesional, majoritatea locuitorilor (88,91%) erau catolici, cu o minoritate de ortodocși (9,18%). Pentru 0,39% din locuitori nu este cunoscută apartenența confesională.